# Alan Senauke
Hozan Alan Senauke (Brooklyn, New York, 1947 – 2024. december 22.) amerikai szótó zen pap, aktivista, népzenész és költő, aki Kaliforniában a Berkeley Zen Központban lakott, amelynek helyettes főapátjaként szolgált. A Tisztánlátás Projekt alapítója, amely buddhista alapú képzést és karitatív segítséget nyújt Ázsiában és Nyugaton.
1991-től 2001-ig ügyvezető igazgató volt a Buddhista Béke Társaságban. A Szotó Zen Buddhista Egyesületnek, és az Elkötelezett Buddhisták Nemzetközi Hálózata tanácsadó testületének jelenleg is elnöke. Roshi Joan Halifax-szal együtt vezeti az Upaya Zen Központ papi szemináriumát. A Gondolat-gyülekezet (Think Sangha) alapítója is. E gyülekezet tagjai rendszeresen összegyűlnek, hogy azonosítsák azokat a társadalmi kérdéseket, amelyekkel nézetük szerint az elkötelezett buddhistáknak szembe kell nézniük.

## Életrajza
Senauke 1947-ben született New York Brooklynban, világi zsidó családban. A Columbia Egyetem diákjaként részt vett az 1968. áprilisi sztrájkban. 
Még abban az évben költözött Kaliforniába, a San Francisco-öbölhöz, és kezdte el az ülő meditációkat a Berkeley Zen Központban. 
1974-ben visszatért a Keleti Partra, amerikai hagyományos zenét tanult és ebben a műfajban mindmáig fellép. 1982-től ismét a San Francisco öbölben él, s attól fogva elkötelezett szotó zen gyakorló.
1991-től 2001-ig a Buddhista Béke Társaság ügyvezető igazgatója volt, de ma is aktív a szervezetben. 
Alan már a 60-as, 70-es években is békemozgalmár és polgárjogi aktivista volt, de a 80-as évektől e tevékenysége inkább elméleti jellegűvé vált.
A Buddhista Béke Társaság igazgatójaként az első öbölháború idején azonban 1991-ben Alan ötvözte aktivista nézeteit és a buddhista gyakorlatot. Tova Green-nel együtt folytatott tevékenysége a Buddhista Béke Társaságot az amerikai elkötelezett buddhizmus középpontjába helyezte:
“A Buddhista Béke Társaság az amerikai társadalomban és a világban olyan helyet hozott létre, ahol szemügyre vehetjük az erőszak forrásait. Az öbölháborúról folytatott vita alapvetően fontos volt ebben a fejlődésben”.
A 90-es évek végén Alan a Gondolat-gyülekezet (Think Sangha) egyik alapítója lett, amely írókat és értelmiségieket tömörített a Buddhista Béke Társaság és az Elkötelezett Buddhisták Nemzetközi Hálózata köreiből.
1998-ban Alan “shiho” Dharma-beavatásban részesült tanítójától, Sojun Mel Weitsmantól Maylie Scott apácával együtt a Tassajara Zen Hegyi Központban. 
Alan egy ideig a Nevadai Sivatagi Tapasztalat elnevezésű szervezet egyik vezetőjeként számos elvonulás, tiltakozás és konferencia szervezője volt a nukleáris kísérletek témakörében.
A Tisztánlátás Projektet 2008-ban hívta életre válaszképpen a burmai szerzetesi forradalom eseményeire, hogy írások szülessenek Burmáról a nyugati buddhisták számára, hogy támogassák a katonai junta börtöneiben sínylődő szerzeteseket és apácákat. Alan gyakran tett látogatást Burmában, hogy szemtanú legyen, támogatást ajánljon föl, és képzéseket szervezzen a civil társadalom megteremtése érdekében.
2010 óta Indiában, a volt érinthetetlenek Dr Ámbédkar követő közösségeiben dolgozik: Nágpúrban a Nágalóka főiskolán tanít. Indiai munkájának köszönhetően figyelt föl az Ámbédkar követő mozgalom kelet-európai megjelenésére a romák körében: Dhammacsári Szubhútival és Orsós Jánossal 2017. a vészakh ünnepségek idején a miskolci Dr Ámbédkar Gimnáziumban szervezett buddhista elvonulást.
Alan számos cikket publikált és két könyv szerzője: “A tökélyharcos ölelése: tudósítások az elkötelezett buddhizmus frontvonalából” és “Ámbédkar örökében: az elkötelezett buddhizmus újjászületése Indiában”. Alan CD-i között megtaláljuk: “Minden összetört: dalok arról, ahogy a dolgok vannak” és “A fából faragott ember: régi dalok a déli iskolából”. (E könyvek és CD-k az Amazon.com –nál elérhetőek.)

## Bibliográfia
- Senauke, Alan (2006). "A Long and Winding Road: Soto Zen Training in America". Teaching Theology and Religion. Blackwell Publishing. 9 (2): 127–132. doi:10.1111/j.1467-9647.2006.00274.x
- Senauke, Alan (1972). Mental Revenge. FITS Collective. OCLC 1718629
- Senauke, Alan (1971). To My World. San Francisco. OCLC 32209387
- Senauke, Alan (1968). Kansas Days: A Poem. Columbia Review Press. OCLC 3076826

## Zene
- Senauke, Alan; Kate Brislin; Jody Stecher; Suzy Thompson; Eric Thompson; Bill Evans (2002). Wooden Man: Old Songs from the Southern School. Native and Fine Records. OCLC 122931724

## Fordítás
- Ez a szócikk részben vagy egészben  az   Alan Senauke című angol Wikipédia-szócikk fordításán alapul.  Az eredeti cikk szerkesztőit annak laptörténete sorolja fel. Ez a jelzés csupán a megfogalmazás eredetét és a szerzői jogokat jelzi, nem szolgál a cikkben szereplő információk forrásmegjelöléseként.